# Cantó de Rochefort-Centre
El cantó de Rochefort-Centre és un cantó francès al districte de Rochefort (departament del Charente Marítim). Compta amb part del municipi de Rochefort.
| Data d'elecció                           | Identitat       | Partit                     | Qualitat |
| ---------------------------------------- | --------------- | -------------------------- | -------- |
| 1985-                                    | Jean-Louis Frot | Divers droite, després UMP |          |
| les dades anteriors no són pas conegudes |                 |                            |          |

| A partir de 1990: Població sense dobles comptes |